# Panier virtuel
Le panier virtuel ou « caddy », est le dispositif d'un site de commerce électronique dans lequel se retrouvent tous les articles sélectionnés durant la visite du site. Il reprend les détails de ces articles et calcule les taxes et totaux de commandes. Il se transforme en commande au moment de sa validation.
Selon la programmation des sites (avec ou sans cookie), le panier virtuel peut conserver la mémoire des objets sélectionnés entre deux visites du client.